# Wiegenlied (Herwegh)

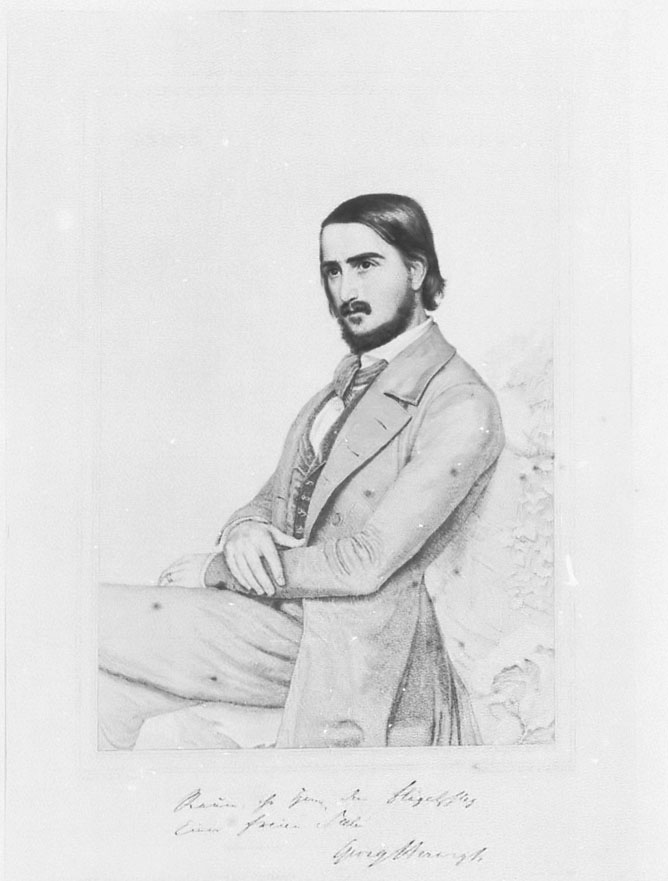
Georg Herwegh, Kupferstich von Carl Arnold Gonzenbach nach Conrad Hitz

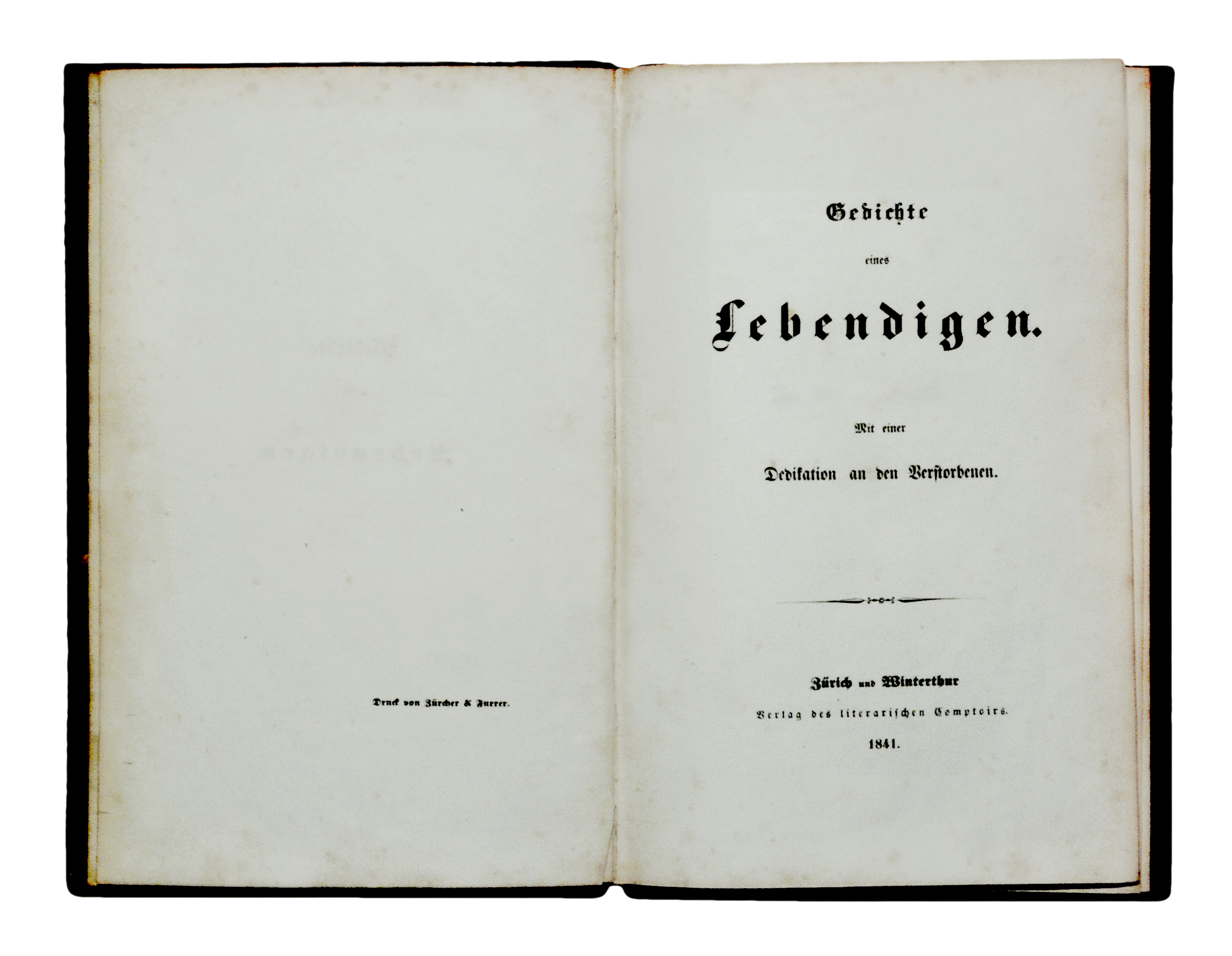
Innentitelblatt der Gedichte eines Lebendigen, 1841

Wiegenlied ist ein Gedicht von Georg Herwegh, das dieser aufgrund seiner politischen Verfolgung und der Zensur in Preußen anonym 1841 in der Schweiz in Gedichte eines Lebendigen herausbrachte.
Vorangestellt ist ein Zitat Johann Wolfgang von Goethes Schlafe, was willst du mehr?, wobei Herwegh den „Dichterfürsten“ selbst stets nur Göthe nennt, welches er gleichzeitig als Refrain in das Gedicht mit aufnimmt. Dabei parodiert das Wiegenlied gleichermaßen die klassischen Formen des Schlaf- bzw. Wiegenlieds wie der politischen Zustände in Deutschland zu Zeiten des Vormärz als auch von Goethes Nachtgesang.

## Text
Deutschland – auf weichem Pfühle

Mach’ dir den Kopf nicht schwer

Im irdischen Gewühle!

Schlafe, was willst du mehr?

Laß’ jede Freiheit dir rauben,

Setze dich nicht zur Wehr,

Du behältst ja den christlichen Glauben;

Schlafe, was willst du mehr?

Und ob man dir alles verböte,

Doch gräme dich nicht zu sehr,

Du hast ja Schiller und Göthe:

Schlafe, was willst du mehr?

Dein König beschützt die Kameele

Und macht sie pensionär,

Dreihundert Thaler die Seele:

Schlafe, was willst du mehr?

Es fechten dreihundert Blätter

Im Schatten, ein Sparterheer;

Und täglich erfährst du das Wetter:

Schlafe, was willst du mehr?

Kein Kind läuft ohne Höschen

Am Rhein, dem freien, umher:

Mein Deutschland, mein Dornröschen,

Schlafe, was willst du mehr?

## Hintergrund
Herwegh parodiert das Schlaflied, indem er im Wechselspiel mit den kulturellen und politischen Missständen, die nur durch vermeintliche Errungenschaften, wie beispielsweise die Schriften der Deutschen Klassiker von Goethe und Friedrich Schiller oder eine zumindest quantitativ zahlreiche Presselandschaft, sich befriedigt fühlt, die rhetorische Frage Schlafe, was willst du mehr? stellt. Das christlich motivierte Gottesgnadentum, die frühzeitige Pensionierung liberaler Minister durch den preußischen König Friedrich Wilhelm IV. wird ebenfalls relativ offen im Gedicht thematisiert. Die Presse ist jedoch eine Karikatur, wenn sie zwar dreihundert Blätter stark ist, wie das Heer der Spartaner unter König Leonidas I., sich aber letztlich in der Berichterstattung auf Banalitäten und das Wetter beschränkt. Überhaupt bezog sich Herwegh in beiden Gedichtbänden mehrfach auf die Schlacht bei den Thermopylen, die bei ihm die Bedeutung des revolutionären Opfertodes bekommt.
Die Antwort auf seine Frage lautet insgeheim, dass Deutschland sich die verfassungsverbriefte politische Freiheiten wünschen solle, anstatt weiterhin wie Dornröschen auf den Prinzen warten zu müssen. Die Veröffentlichung der Gedichte machte Herwegh kurzzeitig europaweit bekannt.

## Rezeption
„Mit allen seinen übrigen Liedern erreichte Herwegh nicht entfernt weder den Erfolg noch den dichterischen Wert der »Gedichte eines Lebendigen«. In ihnen hatte er mit Platens Formenstrenge Vorzüge von Bérangers volkstümlich klaren und scharfen politischen Chansons zu vereinigen gewußt und eine von der Parteifarbe unabhängige Leistung als Dichter vollbracht“.

## Ausgaben
- Georg Herwegh: Gedichte eines Lebendigen. 2 Theil, Zürich und Winterthur 1843, S. 88f.
- Hermann Tardel (Hrsg.): Herweghs Werke in drei Teilen. Bd. 1, Deutsches Verlagshaus Bong & Co., Berlin u. a. 1909.
- Georgh Herwegh: Gedichte und Prosa. Ausgewählt von Peter Hasubek, Reclam 1975.